# Xã Perry, Quận Licking, Ohio
Xã Perry (tiếng Anh: Perry Township) là một xã thuộc quận Licking, tiểu bang Ohio, Hoa Kỳ. Năm 2010, dân số của xã này là 1.603 người.